# 秋田新幹線
秋田新幹線（あきたしんかんせん）は、東京都千代田区の東京駅から岩手県盛岡市の盛岡駅を経て秋田県秋田市の秋田駅まで東北新幹線・田沢湖線・奥羽本線を直通して走行する東日本旅客鉄道（JR東日本）の新幹線車両を使用した列車の通称およびその列車が走行する同区間の通称である。ラインカラーはピンク（■）。
東京駅から盛岡駅までは東北新幹線、盛岡駅から秋田県大仙市の大曲駅までは田沢湖線、大曲駅から秋田駅までは奥羽本線を走行する。配線の都合により大曲駅でスイッチバックを行うため、列車の進行方向が前後逆になる。
以下、特記なければ東北新幹線区間を含む直通運転系統としての秋田新幹線（東京駅 - 秋田駅間）について記述する。

## 概要
1997年（平成9年）、全国新幹線鉄道整備法に基づかない新在直通方式のミニ新幹線として開業した。ミニ新幹線としては1992年（平成4年）の山形新幹線に次ぐ開業である。同法では「主たる区間を列車が二百キロメートル毎時以上の高速度で走行できる幹線鉄道」を新幹線と定義しており、法律上は、盛岡駅 - 秋田駅間はあくまで在来線であって新幹線ではない。
東京駅 - 盛岡駅間の東北新幹線は最高速度320 km/hで運行されるが、盛岡駅 - 大曲駅 - 秋田駅間は在来線であるため最高速度は130 km/hにとどまる。在来線区間の大半が、秋田新幹線の名称の通り秋田県内であり、北東北を横断するような線形である。奥羽山脈を越えるためトンネルや曲線区間が多い。全列車が新在直通用車両のE6系を使用して「こまち」として運行され、東京駅 - 盛岡駅間はE5系の「はやぶさ」と連結して運行される（盛岡駅で「はやぶさ」・「こまち」の連結・切り離しを行う）。

## 歴史
1984年（昭和59年）10月に秋田県は東北新幹線の開業後、首都圏への連絡経路として田沢湖線の比重が増したことから、東北経済連合会と共同で、「新幹線接続在来線の速度向上に関する調査」を日本鉄道施設協会に委託し、田沢湖線の高速化について調査を開始した。翌年に調査結果はまとまり、県はそれを叩き台として国鉄のほか関係当局等と非公式協議を断続的に重ね、1986年3月に県が策定した「県総合発展計画後期計画」においてミニ新幹線の整備が重点課題として定められた。
1987年4月の秋田県知事選で3選を遂げた佐々木喜久治は、初登庁後の県職員に対する挨拶で、立ち遅れていた県内の社会資本等の整備を進めるため、田沢湖線のミニ新幹線化、高規格幹線道路の建設、八幡平・阿仁・田沢湖地域での大規模リゾート整備の3プロジェクトを3期目の3大公約として掲げた。また、同年6月11日に山之内秀一郎JR東日本副社長が就任あいさつのため秋田県庁を訪れた際には、県幹部との会談で田沢湖線のミニ新幹線化について構想具体化のため協力していくことで一致し、同年6月19日には県の主導で「秋田・盛岡間在来線高速化推進委員会」が設けられた。
しかし、同年7月に運輸省、学識経験者、JR東日本などによって組織された「新幹線・在来線直通運転調査委員会」がミニ新幹線のモデル線区として奥羽本線福島駅 - 山形駅間を正式に決定した。 山形と共闘しミニ新幹線事業を在来線活性化事業として位置付け、運輸省等に水面下で働きかけていた秋田県側ではこの決定に落胆し、山形に抜け駆けされたと思う県民が多かった。ミニ新幹線のモデル線区として山形側が選定されたことを受け、同年7月13日、秋田市で開催されていた「県高速交通体系整備促進協議会」の総会の席上、高田景次秋田市長から緊急動議が提出され、同協議会のメンバー構成で、田沢湖線のミニ新幹線化を推進する「秋田・盛岡間在来線高速化早期実現期成同盟会」（会長 佐々木知事）が発足した。以後、期成同盟会がミニ新幹線の実現のため運動母体となった。
1990年8月24日、運輸省は翌年度予算編成において、田沢湖線と奥羽本線のミニ新幹線事業費を概算要求に組み入れることを決定し、これに合わせ同年9月にJR東日本は東北新幹線と田沢湖線の直通運転の技術を検討するチームを発足させた。そして同年12月28日の大臣折衝において運輸省が財源捻出の手段として求めていた鉄道整備基金からの無利子貸付制度の復活が認められたことによって、秋田新幹線は着工の目処が立った。
秋田新幹線開業にかかる事業費は966億円で、内訳は車両に310億円、地上施設の整備に656億円（施設工事費598億円と老朽部取り替え58億円）だった。また事業費は1991年に創設された鉄道整備基金（国）から地元（秋田、岩手県）が対象経費の50 %ずつについて無利子貸付を受け、完成後にJR東日本に施設を譲渡するスキーム（新幹線直通運転化、高規格化等に対する無利子貸付）が適用され、日本鉄道建設公団が整備主体となり工事はJR東日本に委託された。また車両については秋田県とJR東日本が出資して設立された第三セクター「秋田新幹線車両保有（株）」が保有し、JR東日本に貸し付けられる方途が執られた。2010年3月31日に同社は解散したが、秋田県の出資額115.25億円は全額償還され、所有車両は23億5400万円でJR東日本に売却された。結果、秋田県の実質負担分は施設工事費の98億円（総事業費の10.1%）のみとなった。
| 事業の内訳        | 事業の内訳        | 事業費       | 負担の内訳     | 負担の内訳     | 負担の内訳    | 負担の内訳     |
| ----------------- | ----------------- | ------------ | -------------- | -------------- | ------------- | -------------- |
| 事業の内訳        | 事業の内訳        | 事業費       | 国             | 秋田県         | 岩手県        | JR東日本       |
| 地上 施設         | 施設工事費        | 598          | 122.50         | 98.00          | 24.50         | 353.00         |
| 地上 施設         | 老朽部取り替え    | 58           | －             | －             | －            | 58.00          |
| 車両費            | 車両費            | 310          | －             | ※ 115.25       | －            | 194.75         |
| 合計 （負担比率） | 合計 （負担比率） | 966 (100.0%) | 122.50 (12.7%) | 213.25 (22.1%) | 24.50 (02.5%) | 605.75 (62.7%) |

※ 秋田県に全額償還
1992年3月13日に秋田駅前で起工式が挙行され、軌道工事は同年3月の奥羽本線刈和野駅 - 峰吉川駅の複線化工事を皮切りに着手された。またJR東日本東北工事事務所が米国のメーカーに発注した連続軌道更新機（愛称「ビッグワンダー」）が国内で初めて導入され、工事の省力化や工期の短縮に大きく貢献した。標準軌への改軌工事が進捗すると、秋田、大曲駅構内の改良工事と車両基地（南秋田運転所、現：秋田新幹線車両センター）に新幹線車両の修繕施設と留置線の建設も進められた。加えて山形新幹線の開業時に踏切トラブルが相次いだ状況を踏まえ、県、JR東日本秋田支社、秋田県警が協議の上、県が所管する73か所のうち24か所（歩行者専用を含む）の立体交差と9か所の廃止を決めた。また停車駅の駅舎についても、改築から日が浅かった角館駅を除く、全てが秋田新幹線の開業を機に新造されている。
新幹線の愛称については公募され、約6万3千通の中から最終段階で「こまち」「あきた」「みのり」に絞り込まれ、3千832通で応募総数第1位であった「こまち」が採用された。この愛称決定については、新聞読者欄等でしばらく賛否両論が渦巻いた。
1997年3月22日に5年の工期を経て、秋田新幹線は開業した。

### 開業に際してのイベント
秋田新幹線開業にあたってイベントが行われた。
1997年3月には秋田駅構内留置線に車両を留置し、「夢空間」、ジョイフルトレイン「オリエントサルーン」「シルフィード」、建築限界測定車（オヤ31形）、電気機関車(ED75 777)、トロッコ仕様の貨車（トラ形無蓋車）を展示公開する「おもしろ列車大集合」が開催された。また、この貨車を用いたトロッコ列車を「トロッコなまはげ号」（男鹿線）・「トロッコりんごっこ号」（五能線）・「トロッコトタトタ号」（花輪線）として、各線へ向けて運転した。
同年7月19日から21日にかけて開業記念イベントのフィナーレとして、秋田駅 - 横手駅間に「SLあきた号」が運行された。牽引は高崎運転所（現・ぐんま車両センター）所属の蒸気機関車 D51 498、客車は南秋田運転所所属の12系6両。この列車は「こまち」との併走が行われ、駅などで配布されたパンフレットには併走ポイントが記載された。なお、蒸気機関車とミニ新幹線車両との併走はこの時限りとされていたが、のちに何度か実現している。

### 整備効果
秋田新幹線の開業により東京 - 秋田間は最速4時間37分から最速3時間49分に大きく短縮され、平均所要時間を4時間21分とした。このうち、約10分が盛岡駅での乗り継ぎ解消分、22分が東北新幹線区間の最高速度の240km/hから275km/h引き上げ分、16分が田沢湖線・奥羽本線の最高速度の95km/hから130km/h引き上げ分によるものだとしている。
なお田沢湖線特急「たざわ」は14往復の運転だったが、秋田新幹線「こまち」に置き換わった当初も定期列車14往復の運転であった(うち1往復は仙台発着)。ただし臨時列車の運転により多客期はおよそ2倍の運転本数を確保するようになり臨時増発を図れるようになった。

### 輸送改善
秋田新幹線は東北新幹線内で10両または8両編成のフル規格新幹線と併結する。秋田新幹線の開業当初に使用していた「こまち」用ミニ新幹線車両E3系は275km/h対応であったが、併結相手の東北新幹線フル規格車両は14往復中11往復が240km/hしか出せない200系新幹線だたっため、240km/hでの運転を余儀なくされた。しかも当時の東北新幹線仙台 - 盛岡間は1時間に1本程度の全駅停車の列車が主で、仙台 - 盛岡間ノンストップの列車はごくわずかに限られていた。このため秋田新幹線は最速列車は東京 - 秋田間を3時間49分で結んでいたが、多くの列車は4時間20分 - 4時間39分かけて運転しており、最速列車と最大50分も開いていた。
この状況を打破すべく、JR東日本では275km/h対応フル規格新幹線車両E2系の大幅増備と仙台 - 盛岡間ノンストップ列車の大幅増発を図ることした。1998年12月8日ダイヤ改正では「こまち」と併結する東北新幹線「やまびこ」のうちE2系で運転する列車を14往復中3往復から10往復に大きく増強、1999年12月4日ダイヤ改正で東京発着全14往復をE2系併結とし秋田新幹線「こまち」すべてが東北新幹線内275km/h対応の高速運転を行い平均所要時間が4時間03分にまで短縮した。これに伴い東北新幹線仙台 - 盛岡間ではノンストップ型毎時1本と全駅停車型毎時1本に定期列車の運転本数が倍増したが、利用者がそこまで急激に伸びるはずもなかったので空席が多くよほどの多客時でなければ臨時列車の運転をしないほどだった。仙台以北で臨時列車を多数運転設定するように戻るのは2010年12月4日の東北新幹線新青森開業まで待つことになる。
さらに東北新幹線でさらなる高速運転を行うために秋田新幹線「こまち」向けに320km/h対応の新型車両E6系を投入、併結相手の東北新幹線フル規格用新型車両E5系を投入しさらなる高速化を図ることとした。2013年3月16日ダイヤ改正でE6系「スーパーこまち」を運転開始し15往復中4往復を最高速度300km/hに引き上げたことで最速3時間45分に短縮、2013年9月28日ダイヤ改正で300km/h運転を15往復中7往復に拡大、2014年3月15日ダイヤ改正ではすべての秋田新幹線「こまち」を新型車両E6系での運転とした上で320km/hに引き上げ、東京 - 秋田間を最速3時間37分、平均3時間50分で結ぶことで全列車の4時間以内運転が開業から17年後に完成した。
今後秋田県とJR東日本では田沢湖線赤渕 - 田沢湖間に新仙岩トンネルを建設することでさらに約7分の所要時間短縮を見込むとしている。
| 期間                           | 所要時間  | 所要時間  | 東北新幹線内最高運転速度別運転本数 | 東北新幹線内最高運転速度別運転本数 | 東北新幹線内最高運転速度別運転本数 | 東北新幹線内最高運転速度別運転本数 |                                                       |
| 期間                           | 最速      | 平均      | 240km/h                            | 275km/h                            | 300km/h                            | 320km/h                            | 備考                                                  |
| ------------------------------ | --------- | --------- | ---------------------------------- | ---------------------------------- | ---------------------------------- | ---------------------------------- | ----------------------------------------------------- |
| - 1997年3月21日                | 4時間37分 | -         | 13往復                             | -                                  | -                                  | -                                  | 盛岡乗り換え                                          |
| 1997年3月22日 - 1998年12月7日  | 3時間49分 | 4時間21分 | 10往復                             | 3往復                              | -                                  | -                                  | 秋田新幹線開業                                        |
| 1998年12月8日 - 1999年12月3日  | 3時間49分 | 4時間08分 | 4往復                              | 10往復                             | -                                  | -                                  | 1往復増発                                             |
| 1999年12月4日 - 2002年11月30日 | 3時間49分 | 4時間03分 | -                                  | 14往復                             | -                                  | -                                  |                                                       |
| 2002年12月1日 - 2013年3月15日  | 3時間49分 | 4時間03分 | -                                  | 15往復                             | -                                  | -                                  | 1往復増発                                             |
| 2013年3月16日 - 2013年9月27日  | 3時間45分 | 4時間01分 | -                                  | 11往復                             | 4往復                              | -                                  | E6系運転開始                                          |
| 2013年9月28日 - 2014年3月14日  | 3時間45分 | 4時間00分 | -                                  | 8往復                              | 7往復                              | -                                  |                                                       |
| 2014年3月15日 -                | 3時間37分 | 3時間50分 | -                                  | -                                  | -                                  | 15往復                             | すべての秋田新幹線「こまち」が4時間以内での運転となる |

運転本数は東京 - 秋田間を直通する「こまち」の定期列車の本数。このほかに仙台 - 秋田間の「こまち」1往復を運転している。

### 年表
- 1992年（平成4年）
  - 1月28日：JR東日本が秋田・盛岡間のミニ新幹線化を運輸省に事業申請[新聞 6]。
  - 1月30日：運輸省が事業認可[新聞 7]。
  - 3月13日：秋田駅前で起工式を挙行[新聞 4]。
- 1994年（平成6年）7月6日：3線軌化着工[新聞 8]。
- 1995年（平成7年）
  - 4月19日：線区愛称を「秋田新幹線」に決定[新聞 9]。
  - 5月16日：秋田新幹線車両保有株式会社が設立[新聞 10]。
- 1996年（平成8年）
  - 7月30日：列車愛称を「こまち」に決定[新聞 5]。
  - 10月 : E3系が秋田新幹線内で初めて試験運転を開始。
  - 12月6日：開業日とダイヤが発表される[新聞 8]。
- 1997年（平成9年）
  - 3月22日：開業。東京駅 - 秋田駅間に「こまち」がE3系5両編成で運行開始[新聞 8]。東北新幹線内は200系やE2系と併結。
  - 8月15日：乗車累計100万人達成[新聞 8]。
- 1998年（平成10年）12月8日：全列車が6両編成に増結[新聞 8]。
- 1999年（平成11年）
  - 6月13日：乗車累計500万人達成[新聞 8]。
  - 12月4日：東北新幹線内の併結車両をE2系に統一、全列車最高速度275km/h運転となる。
- 2001年（平成13年）9月16日：乗車累計1,000万人達成[新聞 8]。
- 2002年（平成14年）12月1日：全列車を全席指定席化する[新聞 8]。
- 2003年（平成15年）12月20日：乗車累計1,500万人達成[新聞 8]。
- 2006年（平成18年）
  - 1月5日：日本海側を中心とした大雪の影響で、開業以来初めての終日運休[新聞 8]。
  - 2月11日 前日に発生した「こまち3号」の雪崩による抱き込み[26] に伴う除雪作業の影響で、2度目の終日運休。
  - 3月11日：乗車累計2,000万人達成[新聞 11]。
- 2007年（平成19年）
  - 3月18日：全車両を禁煙とする[新聞 11]。
  - 4月30日・5月6日：全国花火競技大会（大曲の花火）開催時を除いて初めての大曲駅始発列車が運転される（「こまち26号」、5026M - 5026B）。
- 2010年（平成22年）
  - 2月2日：新型車両E6系の投入が発表される[新聞 11]。2013年の営業運転開始を目標に試運転を行う。車体構造上の理由による編成定員の大幅な減少を防ぐため、1編成あたりの車両数はE3系の6両に対し、1両増の7両に増やされた。このE6系の乗り入れ準備工事として、従来6両編成までしか対応できなかった秋田駅と大曲駅ではホームを1両分延長する工事を行い、両駅共に同年夏頃までに完成した。
  - 3月31日：秋田新幹線車両保有（株）が解散。
  - 7月7日 : E6系（Z1編成、元S12編成）の量産試作車が落成し、秋田新幹線内で試験運転を初めて開始。
  - 8月15日 : 乗車累計3,000万人達成[新聞 11]。
- 2011年（平成23年）
  - 3月11日：東北地方太平洋沖地震（東日本大震災）が発生。地震直後から全線で運転を見合わせ。
  - 3月18日：盛岡駅 - 秋田駅間で4往復のみで運転再開[報道 2]。
  - 3月22日：盛岡駅 - 秋田駅間で5往復に増発[注 9][報道 3]。
  - 4月7日：東北地方太平洋沖地震の余震発生により全線で再び運転を見合わせ。
  - 4月9日：盛岡駅 - 秋田駅間で運転を再開。
  - 4月29日：東北新幹線運転再開に合わせ秋田駅 - 東京駅間の全線で運転を再開。これに合わせて有志が九州新幹線のCMに倣い下り一番列車に沿線から手を振る企画を実施（「祝!九州#反響」も参照）。
  - 9月23日：震災前の通常ダイヤで運行開始[新聞 11]。
  - 11月19日：「はやて」へのE5系投入に伴い、一部列車の東北新幹線内の併結車両がE5系に変更。
- 2012年（平成24年）3月31日：NTTドコモのmovaサービス停波に伴い、同日を以って在来線区間の車内公衆電話サービスを終了。
- 2013年（平成25年）
  - 3月2日：神宮寺駅 - 刈和野駅間で、下り「こまち25号」の先頭車両が脱線。乗客130名には負傷なし。この事故の影響で盛岡駅 - 秋田駅間で運転見合わせ[新聞 12]。4日に運行再開。
  - 3月16日：E6系による「スーパーこまち」運行開始[新聞 11]。「スーパーこまち」の最高速度を宇都宮駅 - 盛岡駅間で300km/hへ引き上げ。
  - 7月20日：E3系の量産先行車R1（元・S8）編成の定期運用を終了。秋田駅にてラストランのセレモニーを実施。
  - 8月9日：東北地方の集中豪雨の影響により線路内に土砂が流入する等の被害が発生して全線で運転を見合わせ。12日に運転再開。
  - 9月28日：東北新幹線内の併結車両をE2系からE5系に統一。
- 2014年（平成26年）3月15日：「スーパーこまち」を廃止、列車名を「こまち」に統一し、秋田新幹線全列車をE6系に置き換え、E3系の定期運用終了[注 10]。東北新幹線区間の最高速度を宇都宮駅 - 盛岡駅間で320km/hへ引き上げ。
- 2015年（平成27年）6月12日：乗車累計4,000万人達成[新聞 11]。
- 2017年（平成29年）
  - 3月25日：E3系（0番台）による臨時列車（びゅう旅行商品ツアー列車）「秋田新幹線開業20周年記念号」を秋田駅 - 上野駅間に1往復運転。R21編成が充当された[27]。
  - 7月22日：大雨の影響で地盤崩落等の被害が発生し全線で運転を見合わせ。24日に盛岡駅 - 大曲駅間で運転再開の後、29日に全線で運行再開[新聞 13][新聞 14]。
- 2019年（平成31年/令和元年）
  - 3月16日 : 盛岡駅 - 秋田駅間での車内販売の営業を廃止。東京駅 - 盛岡駅間での車内販売を、ソフトドリンクやアルコール類、菓子などに絞る[新聞 15][新聞 16]。
  - 10月11日：乗車累計5,000万人達成[新聞 11]。
  - 12月11日 - 12月12日：秋田新幹線で秋田県産朝採り野菜を大宮駅まで運ぶ実験が行われる（JR東日本秋田支社、ジェイアール東日本物流、日本郵便東北支社による）[報道 4][新聞 17]。
  - 12月15日：大釜駅で融雪装置が稼働開始[新聞 18]。
- 2020年（令和2年）
  - 7月8日：この日までに、赤渕駅 - 田沢湖駅間で、トンネル内携帯電話不通区間が解消[報道 5]。
  - 11月14日 - 11月15日：田沢湖線羽後長野駅 - 鑓見内駅間の斉内川橋梁架替工事に伴い、一部列車が部分運休[報道 6][注 11]。
- 2021年（令和3年）
  - 2月14日：前日深夜に発生した福島県沖地震の影響により、終日運転を見合わせ[新聞 19]。
  - 2月15日：盛岡駅 - 秋田駅間6往復の臨時ダイヤで運行[新聞 20]。
  - 2月24日：東京駅 - 秋田駅全区間での運行を再開（14往復の臨時ダイヤ）[新聞 21]。
  - 3月26日：通常ダイヤでの運行を再開[新聞 22]。
- 2022年（令和4年）
  - 3月12日：「こまち」の特急料金を改定[報道 7][報道 8]。
  - 3月16日：深夜に発生した福島県沖地震の影響により、「こまち45号」が羽後境駅付近で緊急停止[28]。乗客19人はJRが手配したタクシーに分乗し、秋田駅に到着[新聞 23]。
  - 3月17日
    - 前日の地震の影響で、東北新幹線への直通を見合わせ、東京駅 - 盛岡駅間を運休[新聞 24]。盛岡駅 - 秋田駅間7往復の臨時ダイヤで運行[新聞 25]。
    - JR東日本秋田支社は、予定されていた秋田新幹線開業25周年記念行事の中止を発表[新聞 26]。

  - 4月4日：東北新幹線の復旧の進捗に合わせ、仙台駅 - 秋田駅間14往復で東北新幹線への直通を再開[新聞 25]。
  - 4月14日：東京駅 - 秋田駅全区間での運行を再開（13往復の臨時ダイヤ）、併せて秋田駅では延期されていた開業25周年記念の出発式が行われた[新聞 27]。
  - 5月13日：通常ダイヤによる東京駅 - 秋田駅間の運行に復帰[新聞 28]。
  - 5月21日：西武秋田店とJR東日本秋田支社、ジェイアール東日本物流が共同で、秋田新幹線を使って、週2回の定期的な首都圏の商品輸送を開始[新聞 29]。
  - 12月10日：秋田未来物流協議会は丸水秋田中央水産と連携して、秋田新幹線を使って、男鹿市船川沖で取れたハタハタを東京へ輸送する実証実験を実施。アンテナショップ「あきた美彩館」で即売[新聞 30][新聞 31]。
- 2023年（令和5年）
  - 7月15日：停滞する梅雨前線の影響により大雨が予想されるため、始発など上下3本を除き終日運休[新聞 32]。
  - 7月16日 - 7月19日：県内記録的大雨の影響により終日運休。
  - 7月20日：始発より運転を再開[新聞 33]。
  - 11月18日：秋田県は県産水産物の需要拡大を図る事業の一環で、秋田新幹線を使って、男鹿市船川沖で取れたハタハタを東京へ輸送する試験輸送を実施。同日、詩の国秋田もホウレンソウなどの県産農産物を都内に輸送[新聞 34]。
- 2024年（令和6年）
  - 9月19日：午前8時10分ごろ、東北新幹線 古川駅 - 仙台駅間で「はやぶさ・こまち6号」の連結部分が走行中に外れて両列車が分離し、古川駅から約6キロ付近で緊急停止[新聞 35]。乗客約320人にけが人なし[新聞 35]。それぞれの車両を仙台駅まで移動させて乗客を降ろしたあと、近くの車両基地に移す[新聞 35]。午後1時10分ごろ、全線運転を再開[新聞 35]。
  - 9月26日：19日に発生した事案について、E6系こまちの運転台にある連結器を分離するスイッチの裏側に製造過程で出たとみられる金属片があり、電気回路がショートして誤作動を引き起こしたと推定されると、JR東日本本社の記者会見で発表[新聞 36]。
- 2025年（令和7年）
  - 3月6日：東北新幹線 上野駅 - 大宮駅間で「はやぶさ・こまち21号」の連結部分が走行中に外れて両列車が分離し、西日暮里駅付近で緊急停止[新聞 37]。半年前にも同様のトラブルがあったこともあり、当面の間、東北新幹線への直通を見合わせ、東京駅 - 盛岡駅間を運休し、盛岡駅 - 秋田駅間での折り返し運転とする[新聞 38][新聞 39][新聞 40][新聞 41]。
  - 3月14日：分離操作に関わる機器を固定する応急対策を施し、東北新幹線「はやぶさ」との連結運転および東京駅直通運転を順次再開[新聞 42]。
  - 4月：秋田新幹線 秋田-盛岡駅間にて、運転に使用する電力の一部に太陽光で発電した再生可能エネルギー由来の電力の利用を開始[新聞 43]。

## 運行形態
E6系電車7両編成を使用した「こまち」が運転されている。
大曲駅では、田沢湖線と奥羽本線がどちらも北側から接続する配線の都合で、同駅を境に進行方向が逆転（スイッチバック）する。座席方向は東京駅 - 大曲駅間の進行方向を基準にセットされており、大曲駅 - 秋田駅間では座席方向が逆向きとなる。
秋田新幹線開業前の奥羽本線は一部複線化されていたが、開業に際して複線区間は上り線を新幹線用の標準軌に改めたため、狭軌と標準軌の線路が2本並ぶ単線並列となっている。このため、普通列車と新幹線が同じ方向に走ることもある。なお、神宮寺駅 - 峰吉川駅間 のみ新幹線同士の行き違いのため狭軌側を三線軌条にしている。
全国花火競技大会（大曲の花火、大仙市）開催時は、大曲駅が始発・終着となる臨時列車が運行されている。なお、在来線区間のみを走る臨時列車は午前0時以降にも設定される。

## 車両
秋田新幹線で運転されている車両は次の通り。

### 現用車両

#### 営業車両
- E6系Z編成 - 7両編成。

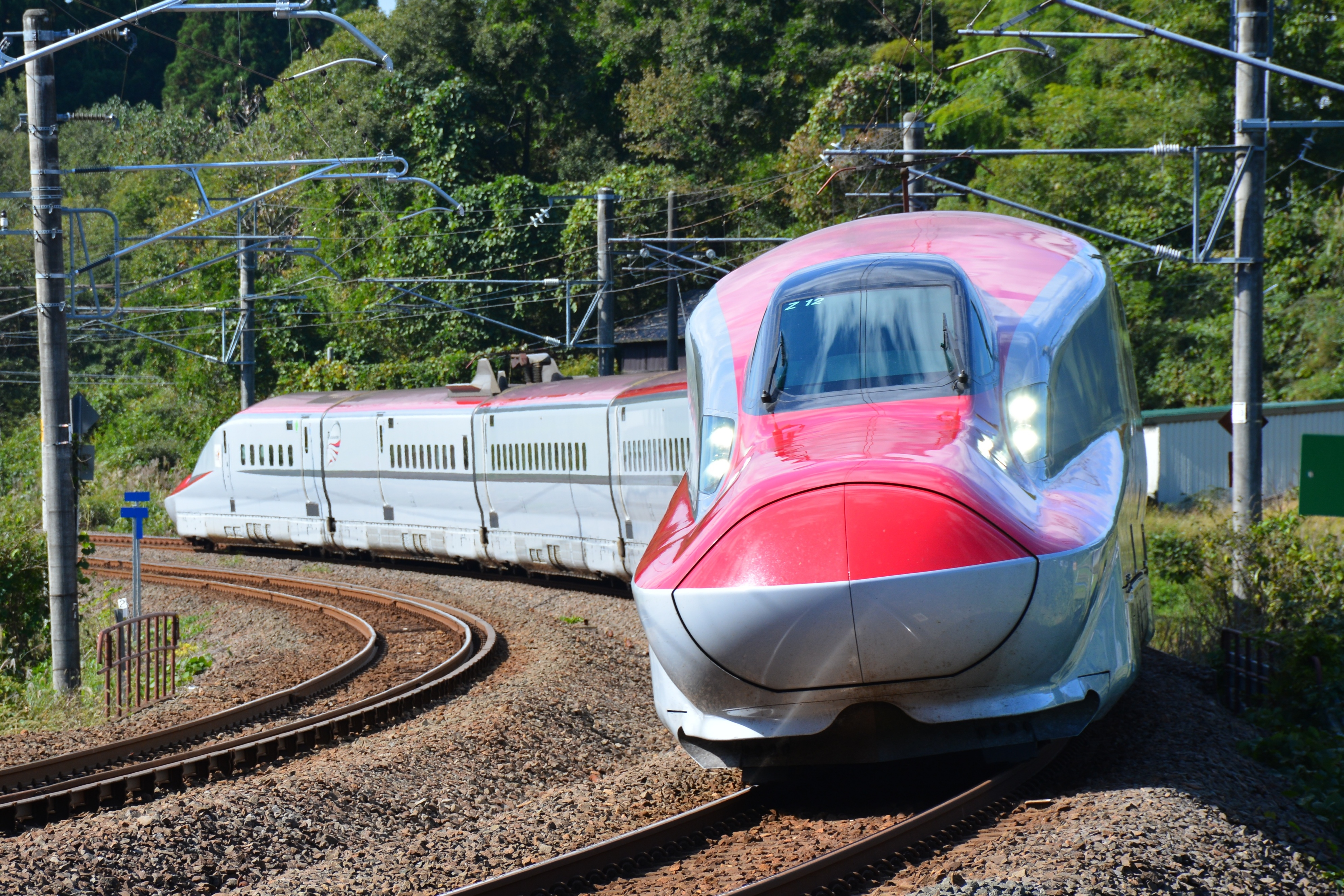
「こまち」に使用されるE6系（2016年10月 羽後境駅 - 大張野駅間）

#### 事業用・試験用車両
- E926形 (East i) - S51編成、 電気・軌道総合試験車。

編成記号の「S」は、系列に関係なく非営業用車両全般に用いられている。

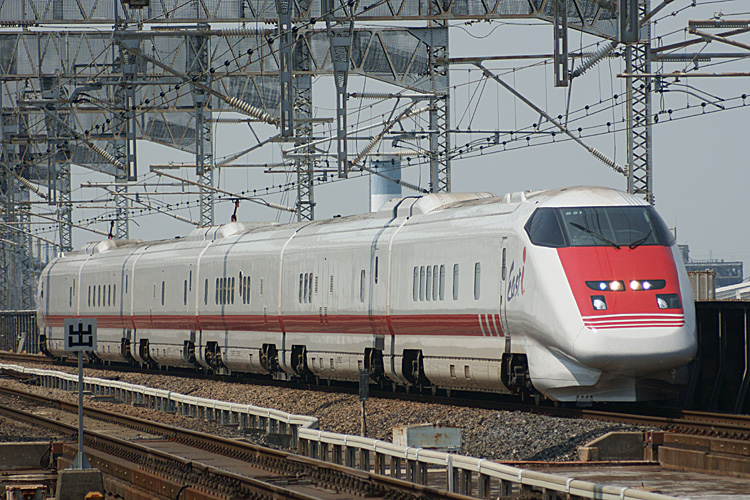
E926形「East i」（2008年5月 大宮駅）

### 過去の車両

#### 営業車両
- E3系R1-26編成 - 6両編成（開業時は5両編成）。
  - 開業当初より「こまち」で運用されていた。E6系への置き換えにより2014年3月14日限りで定期運用を終了し、以後は2020年10月31日までE5系との併結により東北新幹線「やまびこ」「なすの」の増結用としてのみ使用された。

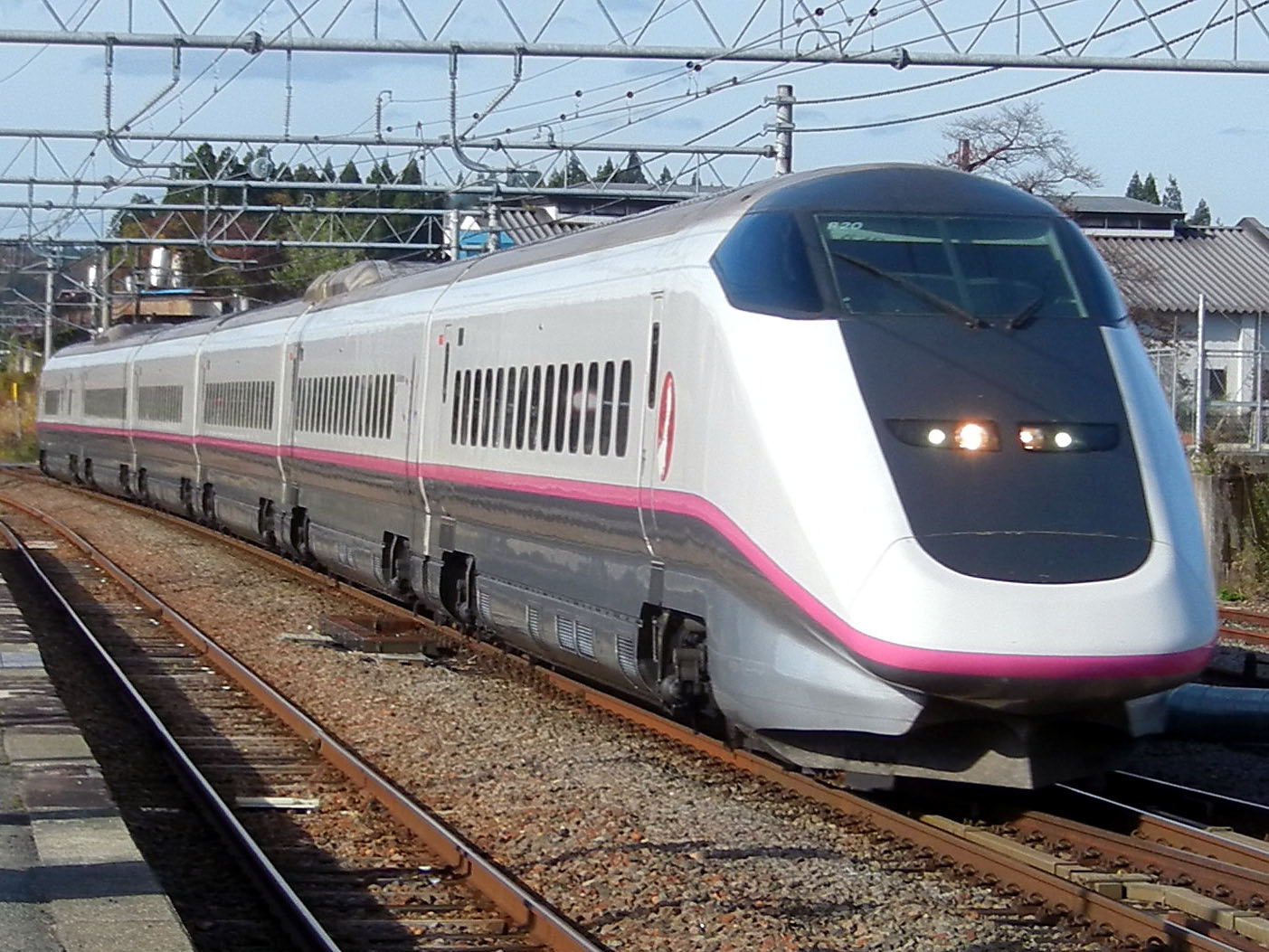
2014年まで使用されていたE3系（2013年11月 羽後境駅）

#### 事業用・試験用車両
- DD18形ディーゼル機関車 - 1両のみ
  - 除雪用として在来線車両のDD51形ディーゼル機関車をベースに標準軌に改軌したうえで運用された。ENR1000形モーターカーへの置き換えに伴い運用終了。
- E955形 (Fastech360Z) - 試験用車両

## 営業

### 車内設備
全列車に普通車（12 - 17号車）とグリーン車（11号車）を連結する。

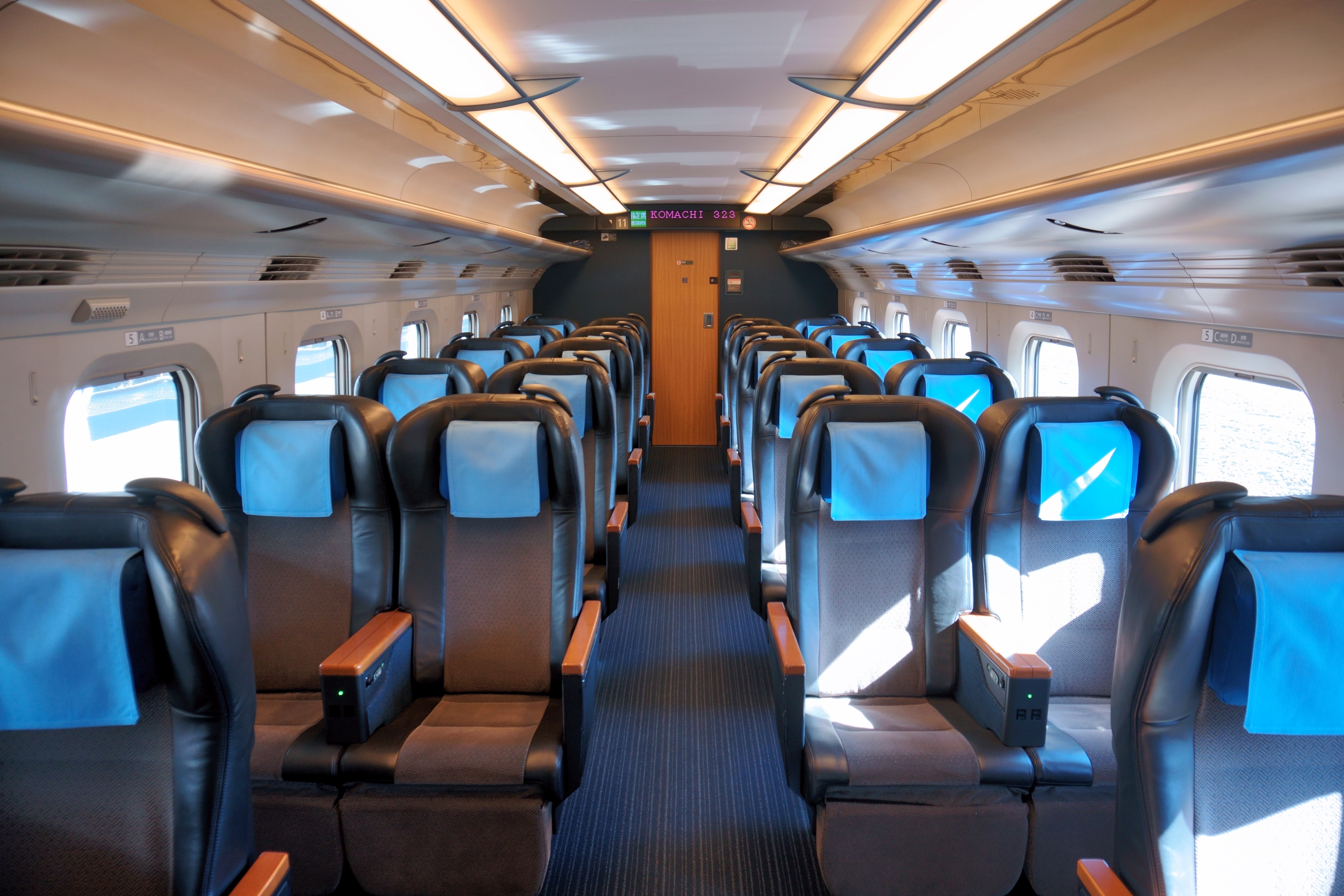
E6系のグリーン車
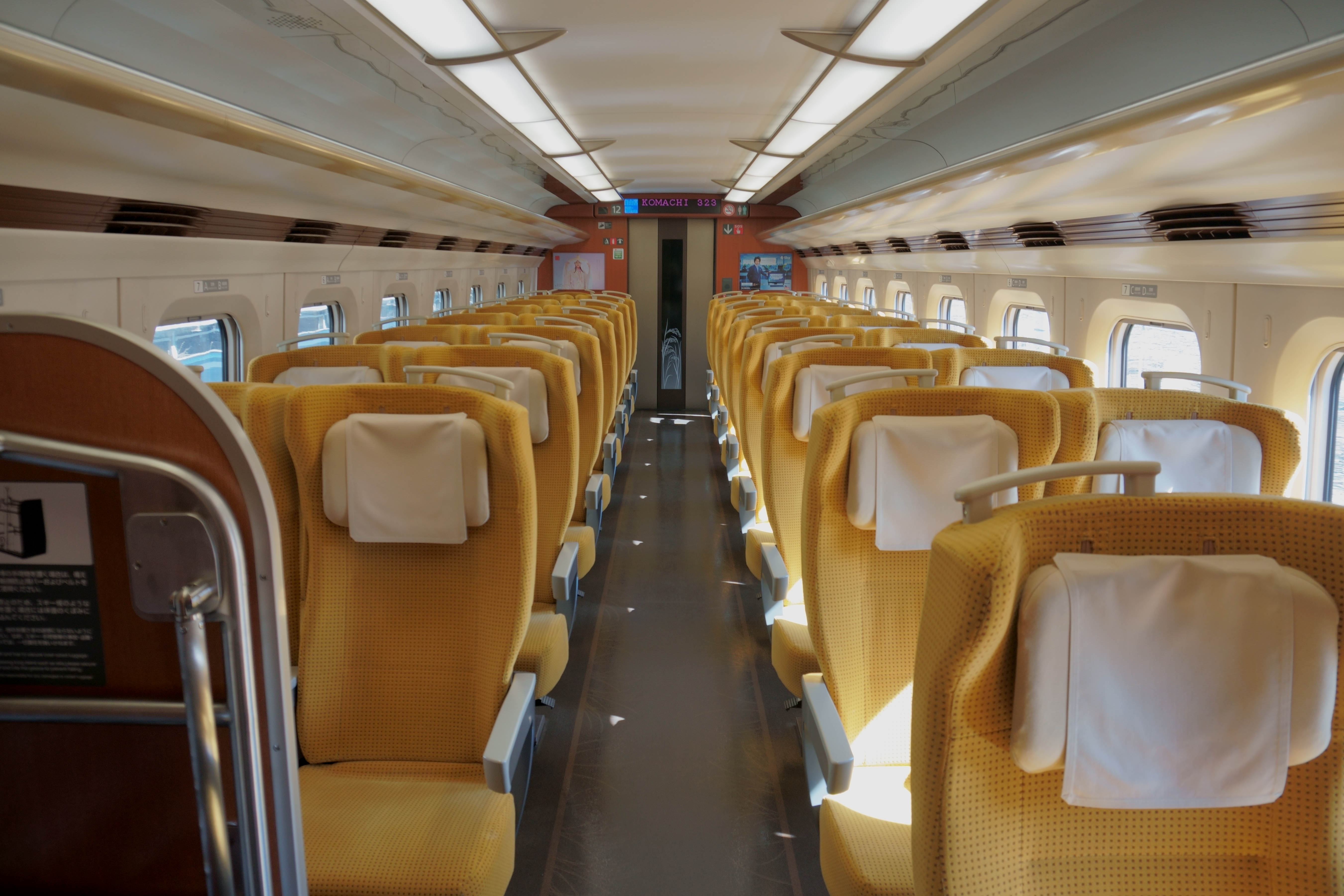
E6系の普通車

なお、JR東日本は2007年3月のダイヤ改正以降、東北・上越・山形・秋田の各新幹線および在来線特急列車の全てを禁煙車とし、喫煙ルームなども設けていないため、車内での喫煙はできない。

## 運賃と特急料金
秋田新幹線の運賃は通算の営業キロに基づいて算出する。東京 - 盛岡間の営業キロは対応する在来線である東北本線のものと同一になっている（同区間の営業キロは535.3キロメートル、実キロは496.5キロメートル）。
特急料金は乗車区間の東北新幹線「はやぶさ号」相当額の新幹線特急料金と田沢湖線・奥羽本線の在来線特急料金を合算する。ただし東京 - 秋田間の相互駅間で改札を出ない場合に限り、普通車指定席利用時（通常期）はそれぞれの特急料金の合計額から530円を割り引く。
特急料金（指定席）は、閑散期は一律200円引き、繁忙期は一律200円増し、最繁忙期は一律400円増し。
秋田新幹線「こまち号」には自由席の連結はないが、田沢湖線・奥羽本線内では特定特急券で普通車指定席の空席に着席することができる。また新幹線定期券FREX・FREXパルでは仙台 - 盛岡間でも秋田新幹線「こまち号」の普通車指定席の空席に着席することができる。このほか満席時には特急料金の530円引きで全区間を対象に立席特急券を発売することがある。
グリーン料金は通算の営業キロに基づいて算出する。
東北新幹線内の特急料金は東北新幹線#運賃と特急料金及びはやぶさ (新幹線)#特急料金を参照。田沢湖線・奥羽本線内の特急料金は以下の通り。
| 営業キロ・区間 | 特急料金（円） | 特急料金（円） |
| 営業キロ・区間 | 特定           | 指定席         |
| -------------- | -------------- | -------------- |
| 50キロ以下     | 760            | 1,290          |
| 51 - 100キロ   | 1,130          | 1,660          |
| 101 - 150キロ  | 1,580          | 2,110          |

## 駅一覧
- 「こまち」停車駅のみ掲載（東北新幹線内は1日2往復以上停車する駅に限る。定期列車として「こまち」95・96号が停車する仙台駅 - 盛岡駅間の途中の各駅もここでは省略する）。停車駅の詳細は列車記事を参照。
- 乗車人員は東日本旅客鉄道の駅のもの[29]。同欄のは前年度と比較した増()減()を表す。
- 接続路線は、同じ線路を走行する田沢湖線および奥羽本線（大曲駅での秋田方面、秋田駅での大曲方面）以外を記す（両線とはそれぞれ下表の盛岡駅 - 大曲駅、大曲駅 - 秋田駅の全駅で接続）。

| 正式路線名 | 駅名        | 営業キロ  | 営業キロ  | 実キロ | 2019年度 乗車人員 （1日平均）                             | 接続路線 | 所在地                   | 所在地                   |
| 正式路線名 | 駅名        | 盛岡 から | 東京 から | 実キロ | 2019年度 乗車人員 （1日平均）                             | 接続路線 | 所在地                   | 所在地                   |
| ---------- | ----------- | --------- | --------- | ------ | --------------------------------------------------------- | --- | ------------------------ | ------------------------ |
| 東北新幹線 | 東京駅 山区 |           | 0.0       | 0.0    | 24,973                                                    | 東海旅客鉄道： 東海道新幹線 東日本旅客鉄道： 山手線 (JY 01)・ 京浜東北線 (JK 26)・ 中央線 (JC 01) 東海道線 (JT 01)・ 宇都宮線・高崎線 (JU 01)・ 常磐線（快速） 横須賀線・総武快速線 (JO 19)・ 京葉線 (JE 01) 東京地下鉄： 丸ノ内線 (M-17) | 東京都                   | 千代田区                 |
| 東北新幹線 | 上野駅 山区 |           | 3.6       | 3.6    | 5,157                                                     | 東日本旅客鉄道： 山手線 (JY 05)・ 京浜東北線 (JK 30) 宇都宮線・高崎線 (JU 02)・ 常磐線（快速）(JJ 01) 東京地下鉄： 銀座線 (G-16)・ 日比谷線 (H-17) 京成電鉄： 本線（京成上野駅: KS01）                                                    | 東京都                   | 台東区                   |
| 東北新幹線 | 大宮駅      |           | 30.3      | 31.3   | 15,278                                                    | 東日本旅客鉄道： 上越新幹線・北陸新幹線 京浜東北線 (JK 47)・ 宇都宮線・高崎線 (JU 07)・ 埼京線 (JA 26)・■川越線 東武鉄道： 野田線 (TD-01) 埼玉新都市交通： 伊奈線（ニューシャトル）(NS01)                                                 | 埼玉県 さいたま市 大宮区 | 埼玉県 さいたま市 大宮区 |
| 東北新幹線 | 仙台駅 仙   |           | 351.8     | 325.4  | 26,653                                                    | 東日本旅客鉄道：■東北本線・■仙石線・■仙山線・■常磐線 ■仙石東北ライン・■仙台空港アクセス線 仙台市地下鉄：■南北線 (N10)・■東西線 (T07) | 宮城県 仙台市 青葉区     | 宮城県 仙台市 青葉区     |
| 東北新幹線 | 盛岡駅      | 0.0       | 535.3     | 496.5  | 17,695                                                    | 東日本旅客鉄道： 東北新幹線・北海道新幹線・■東北本線・■山田線・■花輪線 IGRいわて銀河鉄道：■いわて銀河鉄道線 | 岩手県                   | 盛岡市                   |
| 田沢湖線   | 盛岡駅      | 0.0       | 535.3     | 496.5  | 17,695                                                    | 東日本旅客鉄道： 東北新幹線・北海道新幹線・■東北本線・■山田線・■花輪線 IGRいわて銀河鉄道：■いわて銀河鉄道線 | 岩手県                   | 盛岡市                   |
| 雫石駅     | 16.0        | 551.3     | 512.5     | 528    |                                                           | 岩手郡 雫石町 | 岩手県                   |                          |
| 田沢湖駅   | 40.1        | 575.4     | 536.6     | 289    |                                                           | 秋田県 | 仙北市                   |                          |
| 角館駅     | 58.8        | 594.1     | 555.3     | 517    | 秋田内陸縦貫鉄道：秋田内陸線                              | 秋田県 | 仙北市                   |                          |
| 大曲駅     | 75.6        | 610.9     | 572.1     | 1,957  | 東日本旅客鉄道：■奥羽本線（新庄方面）                     | 秋田県 | 大仙市                   |                          |
| 大曲駅     | 75.6        | 610.9     | 572.1     | 1,957  | 東日本旅客鉄道：■奥羽本線（新庄方面）                     | 秋田県 | 大仙市                   | 奥羽本線                 |
| 秋田駅     | 127.3       | 662.6     | 623.8     | 10,390 | 東日本旅客鉄道：■奥羽本線（弘前方面）・■羽越本線・■男鹿線 | 秋田県 | 秋田市                   |                          |

## 需要
交通需要について国土交通省が2000年に調査した都道府県間鉄道旅客流動データによると、秋田県を目的地とする鉄道旅客のうち、東北新幹線沿線（東京都、埼玉県、栃木県、福島県、宮城県、岩手県）からの年間旅客数は69.0万人であった。これらの各出発地のうち最も旅客数が多かったのは宮城県の28.1万人、次いで東京都の23.3万人、岩手県の8.8万人である。一方、秋田新幹線沿線（秋田県）を出発地として東北新幹線沿線を目的地とする年間旅客数は68.3万人であった。これらの各目的地のうち最も旅客数が多かったのは宮城県の30.5万人、次いで東京都の18.4万人、岩手県の8.1万人である。
沿線各都県間の旅客流動状況（2000年）は以下のとおり。
| 目的地＼出発地 | 東京圏＊ | 栃木県 | 福島県 | 宮城県 | 岩手県 | 合計 |
| -------------- | -------- | ------ | ------ | ------ | ------ | ---- |
| 秋田県         | 387      | 26     | 45     | 281    | 88     | 827  |
| 出発地＼目的地 | 東京圏＊ | 栃木県 | 福島県 | 宮城県 | 岩手県 | 合計 |
| 秋田県         | 423      | 31     | 37     | 305    | 81     | 877  |

（単位：千人/年）

＊東京圏：東京都、埼玉県、千葉県、神奈川県とする。

## 現状の課題と将来の計画・構想
秋田新幹線の開業に合わせ東北新幹線区間では最高速度275 km/h、在来線区間は最高速度130 km/hでの運転が可能になった。これにより、一部の列車（東京発下り最終と秋田発上り始発などの数本のみ）は、東京駅 - 秋田駅間の所要時間を3時間台で運行していた。しかし、それ以外の大半の列車の所要時間は4時間以上となっていたため、さらなる高速化が以前よりたびたび県議会や地元メディアにおいて議論の的となっていた。
その後、2013年春から2014年春にかけて車両置き換えによる東北新幹線区間の高速化が段階的に実施されることとなり、同区間では最高速度320km/hでの運転が実施され、東京駅 - 秋田駅間で平均15分程度の所要時間短縮が図られた。また、同区間では保安装置をDS-ATCに更新したことにより、導入前に比べて数分程度の所要時間短縮も図られた。これらの施策が全て完了した2014年3月15日ダイヤ改正では全ての定期列車が3時間台、最速列車が3時間37分で運行されるようになった。
一方で田沢湖線の全線および奥羽本線区間の多くが単線のため、停車駅でない駅や信号場での対向列車待ち（運転停車）も多く、普通列車を待ち合わせするために停車することもある。また秋田・岩手県境の仙岩峠区間ではカーブと勾配および車体傾斜装置の搭載したE6系の車幅が在来線規格ぎりぎりで在来線区間で車体傾斜して高速通過することができないため、所要時間が短縮できていない。
また田沢湖線雫石駅 - 田沢湖駅周辺は豪雪地帯であり、大量の降雪による影響で在来線区間の列車の遅延が発生しやすい。さらにこの区間を中心に鹿などの野生動物との衝突による運行支障もたびたび発生している。この影響による接続（連結）待ちのため盛岡駅で上り「こまち」と連結する上り「はやぶさ」（2014年3月14日以前は「はやて」）の遅れを招き、過密ダイヤとなっている東京駅 - 大宮駅間で線路を共有する上越新幹線や北陸新幹線に影響がおよぶこともある。また天候によっては、同区間などの運行を中止する場合がある。下り列車で盛岡駅 - 秋田駅間が区間運休となった場合、盛岡駅で切り離された「こまち」車両は、盛岡新幹線車両センターまで臨時回送される。
なお、平成18年豪雪の際、列車が運行中で立ち往生し、乗客が車内に缶詰め状態になったことがある。また、運行を見合わせた際に代替バス等が手配されなかった場合、乗客の混乱に拍車が掛かることもある。
以上より、東北新幹線区間では、高速化のための各種施策が続々と着手され実現されつつあるが、田沢湖線内・奥羽本線内では以下のような計画・構想がある。

### 新ルート整備計画
2018年6月、JR東日本が秋田新幹線の岩手、秋田県境である田沢湖（仙北市）- 赤渕（岩手県雫石町）に全長約15キロの直線的なトンネルを整備する計画を昨年11月に地元自治体に伝えていたことが明らかとなった。この県境区間は山が険しいため谷底を縫うように線路が走り、悪天候に弱く、加えて並行する道路がなく、トラブルが発生時に乗客の避難誘導も難しいことから、地元では新ルートの整備がかねてから求められていた。また、JR側としても現行橋梁の老朽化問題や冬季の除雪費用、現行ルート周辺が活動期の地すべり地帯であることから、トンネルを主体とする新線の建設によりこれを回避する狙いがある。
そうした実態を踏まえ、JR東日本が現地調査のほか工費の試算を行ったもので、それによると工期は10年以上で、秋田駅 - 東京駅間の走行時間は現行より約7分の短縮、概算事業費が600億円規模になるとの試算を県や沿線自治体に伝えたことが分かった。調査結果を踏まえ、JR東日本は整備には前向きと報じられているが、整備にあたっては国や県の財政支援が不可欠との認識を示していると伝えられている。なお、事業にあたっては国と自治体が鉄道事業者に対し、費用を5分の1ずつ負担する仕組みがあるが、秋田県は県とJRの負担が重すぎるとして国費の支援を増やすように訴えている。佐竹敬久秋田県知事は、調査結果を受けて、2018年7月に秋田・岩手の7市町で発足の期成同盟会に県が主導的に関わり、国土交通省やJR東日本、岩手県に財政負担などの協力を呼びかけるとの意向を明らかにしている。なお、岩手側の達増拓也岩手県知事は、時間短縮や安定運行のメリットが少ないにもかかわらず過大な負担を求められかねないとして、期成同盟会への参画に慎重であると報じられた。
2018年7月18日に期成同盟会は設立総会を開き、大仙市の老松博行市長が会長、佐竹知事が顧問に就任して発足した。また岩手県は参加を見送り保留としていた。その後、同年7月26、27日に札幌市で開催された全国知事会で佐竹知事が達増知事に期成同盟会への参加を直接要請した。その際に達増知事は、費用はJRが負担すべきと従来どおりの主張を繰り返したが、新ルート整備の必要性自体については両者の意見が一致した。これを受け、同年7月30日に岩手県は秋田県のように主体的に関わるのではなく、オブザーバーとして期成同盟会に参加する意向を示した。
2021年7月26日、秋田県とJR東日本が「秋田新幹線新仙岩トンネル整備計画の推進に関する覚書」を締結した。覚書では、事業化に向けた検討や調査、国から財政支援を受けるための要望活動などを、秋田県とJR東日本が相互に連携して整備計画を進めることが定められた。また、JR東日本が事業費の6割を負担する考えを表明した。
2024年12月5日、これまで700億円とされてきた事業費が、300億円増額し1,000億円になることが明らかになった。物価や人件費の上昇などが要因で、工期についても約11年から約15年へと延長される見込みになった。

### 秋田以北への延伸構想
秋田新幹線の利用状況は順調であるが、田沢湖線と奥羽本線を改軌・改築した結果、盛岡駅から秋田駅を経由しての青森方面への直通が不可能となり、かつて同区間を直通していた特急「たざわ」は、運転区間が短縮され、秋田駅 - 青森駅間の特急「かもしか」（現在は「つがる」）となった。そのため、盛岡方面からの直通列車が無くなった能代市では、秋田新幹線の東能代駅までの延伸をJR東日本に要望している。しかし、奥羽本線（秋田駅 - 青森駅）は日本海縦貫線の一部となっているので改軌・改築が難しく、さらにJR東日本が軌間可変電車の開発に参加していないことから、実現は厳しいと見られている上に、沿線の議論も盛り上がりがない。さらには能代市に隣接する北秋田市に大館能代空港があること、そして改軌・改築の費用対効果が希薄であるなどの理由から、必要性が薄いという意見もある。

## CM
開業に先立つ1997年2月1日からJR東日本が、東日本全域のほとんどの民放で『こまち登場編』と銘打った、「こまち」のスピードと快適性を訴えた東京 - 秋田便を就航させている航空会社を意識した比較広告を出稿した。JR東日本が競合する飛行機との比較広告を出稿する初の事例であった。